# 192158 Christian
192158 Christian este o planetă minoră (asteroid) din centura de asteroizi. A fost descoperită pe 14 decembrie 2006 la Wildberg de Rolf Apitzsch⁠(d). 
Obiectul prezintă o orbită caracterizată de o semiaxă mare de 1,8961680674274 UAi, o excentricitate de 0,08, o înclinație de 17,5 ° în raport cu ecliptica.